# Lindernia lemuriana
Lindernia lemuriana är en tvåhjärtbladig växtart som beskrevs av Fischer, Schäferhoff och Müller. Lindernia lemuriana ingår i släktet Lindernia och familjen Linderniaceae. Inga underarter finns listade i Catalogue of Life.